# Haras de Vučijak
Le haras de Vučijak est un haras situé au lieu-dit Vučijak, sur la commune de Prnjavor, en Bosnie-Herzégovine. Le Lipizzan y est élevé depuis la fin de la Seconde Guerre mondiale.

## Histoire
Le haras se situe à quelques kilomètres de la commune de Prnjavor, dans le nord de la Bosnie. 
Créé en avril 1946 (alors en Yougoslavie) sur décret du ministère de la défense, le haras de Vučijak est désormais le seul haras de Lipizzans en Bosnie-Herzégovine. Son cheptel provient à l'origine de l'actuelle Croatie, plus particulièrement du haras de Lipik et du haras de Ðakovo, ainsi que de quelques haras privés. La mission de ce haras est alors de fournir des chevaux dans toute la partie Nord de la Bosnie-Herzégovine. Finalement, Vučijak en vient à fournir quasiment toute la Bosnie en chevaux. Ce haras est davantage orienté sur l'élevage de chevaux d'attelage et de portage (bât),, présentant le type du cheval des montagnes, de petite taille. 
La marque au fer du haras de Vučijak est un grand « V », apposé sur le flanc gauche des chevaux. 
En 2016, le cheptel de Lipizzan du haras fait l'objet d'une étude morphométrique, qui conclut à une homogénéité avec le cheptel des autres haras de Lipizzans, bien que les Lipizzans de Vučijak soient légèrement plus petits que les autres.

## Description
Les équipements du haras incluent : 
- Une écurie, construite en 1949 avec des matériaux solides, de 90 sur 15 mètres, disposant d'un grand grenier ;
- Trois installations standard pour l'engraissement des jeunes bovins, dimensions 50 sur 20 mètres ;
- Deux structures en béton pour le stockage du fourrage (ensilage).

## Cheptel
En 2016, il héberge environ 110 Lipizzans, et 17 employés y assurent un travail chaque jour de la semaine. En 2020, le cheptel est monté à 149 têtes, mais il est prévu de le réduire à 90 en vendant les chevaux surnuméraires.
Plus de 30 % du cheptel porte une robe sombre.